# Bratia (Ciomăgești), Argeș
Bratia este un sat în comuna Ciomăgești din județul Argeș, Muntenia, România.